# Timidity++
Timidity++ ist ein freier Software-Synthesizer, der MIDI-Dateien abspielen und diese in verschiedene WAV-Audioformate auf einer Festplatte abspeichern kann.

## Geschichte
Das „Timidity++“-Projekt basiert auf dem Programm „Timidity“, welches in der Version 0.2i 1995 von dem Finnen Tuukka Toivonen veröffentlicht wurde.
Aufgrund fehlender Nachentwicklung (das letzte update war von 2004) wurde das Projekt unter dem heutigen Namen „Timidity++“ von Masanao Izumo weitergeführt. Das letzte Update dieser Version erfolgte 2018.

## Hauptmerkmale
Das Programm Timidity++ kann
- unter Linux und Windows mit verschiedenen Oberflächen genutzt werden.
- Gravis Ultrasound-kompatible Patch-Dateien oder Soundfonts (.sfx, .sf2) verwenden, um Midi Dateien zu synthetisieren.
- neben MIDI-Dateien auch die Formate SMF, MOD, RCP/R36/G18/G36 und MFI abspielen.
- MIDI-Dateien in verschiedene Formate konvertieren wie z. B. .wav, .au, .aiff, .ogg.
- diverse Informationen (Instrumente, eingebettete Texte, Tasten etc.) über die jeweils abgespielte MIDI-Datei anzeigen.
- auf Wunsch beim Abspielen einzelne Instrumente stumm schalten.

Das Programm ist nicht leicht zu installieren, da man neben den Programmquellen (siehe Abschnitt Weblinks) auch noch Soundfonts braucht. Unter Windows kann man die sehr stabile Version aus Cygwin benutzen, die alle notwendigen Komponenten mitbringt.